# ライアン・J・ベイカー
ライアン・J・ベイカー（Ryan J. Baker, 1984年11月9日 - ）は、アメリカ合衆国メイン州ポートランド出身の元プロ野球選手（捕手）。右投右打。

## 経歴
2008年、アマチュアFAでニューヨーク・ヤンキースに入団。ガルフ・コーストリーグ・ヤンキースでプレー後、A+級のタンパ・ヤンキースに昇格。
2009年はA-級のスタテンアイランド・ヤンキース、AA級のトレントン・サンダーでプレー。2球団合計で18試合に出場して、打率.200、2本塁打、6打点という成績だった。
2010年はA+級タンパでプレー後、7月にAA級トレントンに昇格。2球団合計で18試合に出場して、打率.079、2打点という成績だった。
2011年はAA級トレントンで15試合に出場し、打率.125、2打点という成績だった。
2012年にAAA級のスクラントン・ウィルクスバリ・レイルライダースに昇格。野手として1試合に出場したほか、投手として2試合に出場し、1勝1敗、防御率5.40の成績を残した。
2013年もAAA級スクラントンでプレーしたが、野手としての出場はなく、投手として2試合に登板した。シーズンオフの11月21日にA級チャールストン・リバードッグスに降格。12月4日、オフシーズンの薬物検査を拒否したとして、50試合の出場停止処分をMLBが発表した。12月13日に自由契約となった。